# Monumento Nacional (Irlanda)

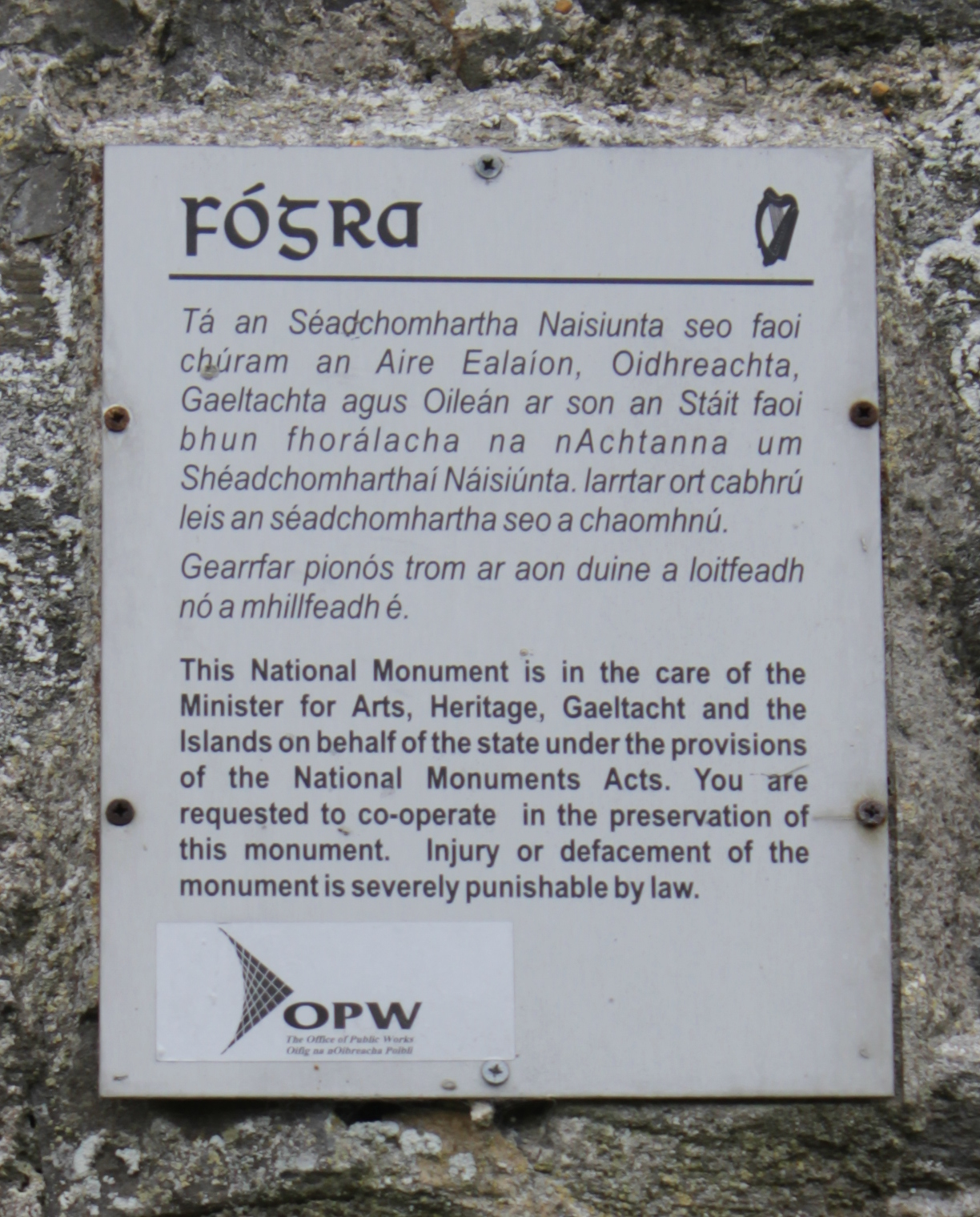
Foto del típico cartel de Monumento Nacional en Irlanda.

Un Monumento Nacional en Irlanda es una estructura o lugar que ha sido considerada de importancia nacional y por lo tanto digno de protección del Estado. Si es esencial, los terrenos colindantes al monumento también puede ser protegidos.

## Marco jurídico para la protección
Monumentos nacionales se gestionan bajo los auspicios del Servicio Nacional de Monumentos, que actualmente forma parte del Ministerio de Artes, Patrimonio y Gaeltacht. El estatus oficial de "Monumento Nacional" es conferido por las Actas de Monumentos Nacionales 1930-2004.
A los monumentos se les dio protección antes de la independencia de Irlanda por la «Ley de Protección de Monumentos Antiguos» de 1882, y los monumentos irlandeses fueron igualmente protegidos por el estado independiente bajo la «Ley de Monumentos Nacionales» de 1930. La lista de Monumentos Nacionales ha sido ampliada. Para el año 2010 había cerca de mil monumentos de propiedad estatal o en tutela, aunque esto representa sólo una pequeña proporción del patrimonio arqueológico registrado de Irlanda. Cada monumento nacional está numerado (por ejemplo, la Roca de Cashel es Monumento Nacional número 128 , Newgrange es la número 147), pero un monumento numerado puede representar un conjunto de sitios, como es el caso en la Roca de Cashel.
El acto de su última modificación, los Monumentos Nacionales (Enmienda) 2004, incluyen disposiciones para la destrucción parcial o total de los Monumentos Nacionales por el gobierno si tal destrucción se considera que es de "interés público". Se incluyeron estas disposiciones, de acuerdo con informes de prensa, para facilitar los planes de calles, y en particular la destrucción del Castillo Carrickmines, un monumento nacional, para construir una intersección a lo largo de la sección sur-oriental de la autopista M50.